# 양 웬리
양 웬리(일본어: ヤン・ウェンリー, 중국어: 楊文里, 병음: Yáng Wénlǐ 양 원리[*]; 영어: Yang Wen-li, 우주력 767년 4월 4일 ~ 우주력 800년 6월 1일)는 다나카 요시키가 집필한 소설인 은하영웅전설의 등장 인물로 자유행성동맹측 주인공이다. 혈통은 동양계, 정확하게는 중국계-프랑스계 혼혈이다.

## 개요
동맹 최고의 지장(智將)으로, 어릴 시절에는 어머니가 죽은 뒤 아버지 양 타이롱의 손에 이끌려 은하계를 떠돌아다녔다. 본래 역사가를 지망했지만 아버지의 죽음과 회사의 부도로 인해 공짜로 역사를 배우기 위해 사관학교에 들어갔다. 사관학교에서 뛰어난 전략가로서의 재능을 드러냈고 행성 엘파실에서 수백만의 피난민을 무사히 탈출시킨 일로 '엘파실의 영웅'으로 불리게 되었다. 그 후 아스타테 전투를 비롯해 제국군 최고의 요새라는 이제르론을 점령하면서 '기적의 양', '마술사 양' 등으로 불리며 동맹의 영웅이 되었다. 군인이라는 직업이 싫었던 그는 항상 전역을 꿈꾸었지만 뜻대로 되지는 않았다.

## 외모

### 용모
원작 소설에 따르면 적당한 체격에 용모는 실제 나이보다 2~3살 젊어 보여 군인보다는 학자와 같은 인상이다. 두발은 나쁜 머리결로 검은색이며, "보는 이(프레데리카 그린힐 등)에 따라서는 잘생긴 것으로 보지 않는 것도 아니다.", "극히 평범한 잘생김(핸섬)"이라고 표현하고 있다.
미치하라 가쓰미의 코믹판에서는 미남자 부류로 설정되어 있다. 다만 동시에 연약하고 믿음직스럽지 못한 이미지로서, 대체로는 원작의 묘사를 따르고 있다. 라이트 스탭(Wright Staff) 감수 '전함출격!!(全艦出撃!!)' 제2권에 수록되었던 미치하라 카츠미의 코멘트 "왜 양이 미남으로 묘사되었는가"에는 "황금의 날개를 집필하는 시점에서, 미치하라는 양을 핸섬하게는 설정하지 않았다. 그러나 주위의 여러 가지 의견 혹은 비난에 의해서 서서히 캐릭터를 개선, 수정해 나갔다."라고 하는 내용이 있다. 또, 코믹판 후기에는 "원작자인 다나카 요시키를 모델로 하려고 하면, 담당 편집자 및 다나카 요시키 본인으로부터 맹렬한 반대를 받았다."라는 내용도 있다.
원작 소설에서는 표정을 숨기기 위한 목적 등으로 선글래스를 사용하는 예가 나온다. 그러나 애니메이션판에서는 양뿐 아니라 누구든 안경류를 착용하는 모습이 나오지 않는다(단, 은하 제국 귀족의 일부가 사용하는 편안경은 예외이다). 만화판에서는, 양을 찬사하는 언론 보도에서 유약(柔弱)해 보이는 양이 보다 강한 인상으로 보이도록, 선글래스를 쓴 양의 영상을 내보내는 연출을 하는 것으로 되어 있다.

### 신장 및 체중
OVA판 외전 '나선미궁'에 나오는 신분 증명서에 따르면 21살 때 신장은 172 cm, 체중은 65kg이다. 원작에 명확하게 기술되어 있지는 않지만, 페잔 탈출시의 율리안에 대해 "신장이 176cm에 이르러 양을 따라 잡았다."라고 쓰여 있는 것으로 보아 176 cm 이하인 것으로 보인다.

## 생애
우주력 767년생이다. 5살 때에 어머니(카트린느 룩레일 양)를 여의고, 어린 시절을 성간 교역선의 선장인 아버지(양 타이롱)와 함께 지냈다. 일찍부터 역사연구가가 되기를 희망하였기에 상인이 되기를 바라는 부친을 설득하여, 역사 연구를 위해 대학에 진학을 하는 것을 허락받았다. 그러나 그 직후에 부친은 사고로 사망하였고, 더욱이 유산으로 남은 미술품들이 모두 위조품으로 감정되었기 때문에 무일푼이 되어 학비를 댈 수 없게 되었다.
15세에는 무료로 역사를 배울 수 있다는 이유로 동맹군 사관학교 전사연구과(戰史硏究科)에 입학하였다. 전사연구과는 인기가 없어서 주로 다른 학과에 입학하지 못한 학생들이 들어가는 학과였다. 그러나 그가 재학하던 도중에 전사연구과가 폐지되어, 전략연구과(戰略硏究科)로 전과되었다. 전사연구과는 역시 열등생 코스로 취급되었기 때문에, 학과의 존속을 향해서 학생운동을 전개한 사람은 양을 포함하여 극히 소수에 불과했다. 동맹군 사관학교에서 전략연구과는 엘리트 코스였지만, 학교의 최우수 학생인 말콤 와이드본과의 시뮬레이션 전투에서 승리한 일이 영향을 주어 양이 전략연구과에 전과된 것으로 보인다. 이즈음부터 동맹군은 양의 소질에 대해서 어느 정도는 좋은 평가를 하기 시작하였다.
사관학교 졸업 후, 동맹군에 소위 계급으로 임관하였다. 근면하다고는 할 수 없는 근무 태도로 인해 '밥벌레 양', '무위도식 양'으로 불리기도 했지만, 우주력 788년(21세/중위), 행성 '엘 파실'에서 300만명의 민간인을 구출해낸 업적으로 입장이 반전되었다. 소좌(소령)로 승진하였고, '엘 파실의 영웅'이라는 찬사를 받으며 세상의 이목(耳目)을 끌게 된다. 덧붙여 이 때에 양이 구출한 민간인 중에는 훗날 양의 부인이 되는 프레데리카 그린힐(당시 14세)도 있었다. 그 후로, 퇴역하여 역사 연구가가 되겠다는 본인의 의지와는 반대로, 최전선에서 공적을 쌓으며 군인으로서 영달해 나간다.
극장판 '우리가 정벌하는 것은 별의 대해(大海)'의 내용에 따르면, 우주력 795년 제4차 티아매트 회전에서 양은 라인하르트와 처음으로 마주 치게 된다.
이때 양은 전함 율리시즈에 탑승하여 단독 함선으로 적진에 잠입하고 동맹군에 일침을 가하려는 라인하르트의 기함 브륜힐트에 빨판상어처럼 밀착하여, 라인하르트를 인질로 취하는 방법으로 아군이 섬멸되는 것을 막는다.
우주력 796년, 아스타테 회전에서 부상당한 함대 사령관 파에타의 뒤를 이어 제2함대를 지휘하였다. 이때 상대편 총사령관은 라인하르트였는데, 양은 미리 준비했던 책략으로 2함대를 전멸의 위기로부터 구해 낸다. 아스타테 회전에서 돌아온 이후 소장으로 승진하고, 아스타테 회전에서의 잔존 병력과 신규 병력을 합하여 신설되는 제13함대의 초대 사령관으로 임명된다. 제13함대는 함선 6400척, 장병 70만명으로서, 통상적인 함대규모의 절반수준이었기 때문에 '반쪽함대'라고 불린다.
같은해 5월 14일, 제13함대 최초의 임무였던 이젤론 공략을 감행하여, 난공불락이라고 알려진 이젤론 요새를 책략으로 함락시킨다. 양은 이 공적으로 중장으로 승진하고 이후 '마술사 양', '기적의 양'이라고 불리게 된다. 또한, 제13함대도 제2함대의 잔존 병력과 합쳐져 통상규모의 함대로 재편성된다.
같은해 동맹군의 '제국령 침공' 작전 중 암릿처 성역에서 제국군과 최후의 결전을 벌여 동맹군의 전멸을 막고 제5함대와 함께 귀환을 완수한 공로로 대장으로 승진하고, 이젤론 요새 사령관, 이젤론 주둔 함대 사령관, 동맹군 최고 막료 회의 의원을 겸직하며 이젤론 요새에 부임한다.
우주력 797년 구국 군사 회의가 쿠데타를 일으키자, 양은 각지의 반란을 진정시키면서 하이네센으로 진격한다. 같은 해 5월 18일의 도리아 성역 회전에서 루그랑쥐가 인솔하는 제11함대를 격파하고, 8월에는 하이네센에 있는 '아르테미스의 목걸이'를 파괴하여 군사 회의 가담자들의 전의를 상실시키며 쿠데타를 제압하였다.
우주력 799년, '라그나로크 작전' 중 이젤론 요새를 방어하고 하이네센으로 귀환하여 원수로 승진하였다(동맹군 사상 최연소). 이때 당시 국방위원장이던 아이란즈로부터 자유로운 전략 전술 재량을 보장받고 함대를 재편성하여 출동하였다. 여러 가지 전술을 구사하며 칼 로베르토 슈타인메츠, 헬무트 렌넨캄프, 아우구스트 자무엘 봐렌 등 내로라하는 제국군 장수들을 차례로 물리치고, 버밀리온 성역 회전에서는 라인하르트 폰 로엔그람과 나이트하르트 뮬러를 상대로 압도적으로 우세한 전투를 수행하였다. 그러나 라인하르트의 기함인 브륜힐트를 공격하기 직전에 동맹 정부(욥 트류니히트)로부터 전투를 중지하고 무조건 항복하려는 명령을 받았다. 양은 쉔코프 등 일부 막료들의 반대 의견을 물리치고 그 명령에 따라 전투를 중지했다. 군인이 정부의 명령을 받아들이지 않는 것이 민주주의의 정신에 위배된다고 생각했기 때문이다.
정전(停戰) 이후에 이루어진 라인하르트와의 회담에서, 황제인 라인하르트는 그에게 제국 원수의 자리를 권유하지만 거절하고, 5월 25일 바라트 화약이 체결되면서 퇴역하여 일반 시민으로서 사는 길을 선택한다. 6월에는 부관인 프레데리카 그린힐과 결혼했다.
7월, 오벨슈타인과 렌넨캄프의 책모에 의하여 선동된 동맹 정부에 암살될 위기에 처하지만, 양 함대 동료들에게 구출되어 반대로 죠안 레베로와 렌넨캄프를 납치해 동맹 정부와 교섭하여, 25일에 하이네센을 탈출하고 일시적으로 몸을 숨긴다. 같은해 12월, 엘 파실 독립 정부에 몸을 의지해 혁명군을 조직하여 이젤론 요새를 탈환한다.
우주력 800년 회랑 전투에서 파렌하이트, 슈타인메츠를 전사시키는 등의 활약을 하고, 제국 황제인 라인하르트에게 강화를 제안받았다. 이후 라인하르트와의 회담 장소로 향하던 도중에 지구교 테러리스트에게 습격을 받고, 6월 1일 오전 2시 55분 빔총에 의한 총격으로 왼쪽 대퇴부의 동맥이 손상되어 출혈 과다로 사망한다. 이때 그의 나이는 33세였다.

## 능력
전장에서는 탁월한 심리학자로서, 마술과도 같은 전술을 구사했다. 다만 전술적 승리에만 몰두한 것이 아니라, 전술적 승리로 전략적인 불리함을 뒤집을 수 없다는 점 또한 잘 알고 있었다. 적은 병력으로 대군을 상대하여 계속 승리하였으면서도 그것은 불리한 병법이며, 어디까지나 싸움의 정도(正道)는 적보다 많은 수의 전력(戰力)을 갖추고 병참 관리를 제대로 하는 것이라고 주장했던 것도 그 일례이다. (이에 정반대되는 것은 아니지만 약간 다른 견해로서, '다수의 병력이 전술적으로 패배의 원인이 되는 경우가 있다.'는 의견을 적장인 미터마이어가 주장한 바 있다.) 그러한 이유로 본질적으로는 전략적인 능력이 뛰어나다고 생각되지만 어디까지나 이론적인 것으로서, 전략가로서의 구체적인 실적은 나타나지 않았다. 뛰어난 전략적 시각으로 적수인 라인하르트의 작전을 예측한 적은 있으나, 항상 군인(동맹군)으로서의 지위와 입장을 염두에 두고 문민통제(文民統制)의 원칙을 고수하였기에, 전략적 능력을 펼칠 기회는 주어지지 않았다. (기회는 있었으나 활용하지 않은 것이라고도 할 수 있다.)
졸업 후의 무공(武功)에 비해, 사관학교 시절에는 극히 평범한 성적을 받았다. 그것은 전사(戰史), 전략(戰略), 전술(戰術) 등의 분야에서 좋은 성적을 거두었지만, 흥미가 없는 분야에는 가능한 한 대충 하였기 때문이다. 사문회에서 제시된 바에 따르면, 그의 사관학교 시절 성적은 전사(戰史)가 98점, 전략론 개론이 94점, 전술 분석 연습이 92점인 데 반해, 전투정 조종 실기가 59점, 기관 공학 연습이 59점, 사격 실기는 58점이다. 사관학교에서는 한 과목이라도 낙제점(55점 이하)을 받으면 퇴학을 당하기 때문에, 한때는 과연 졸업이나 할 수 있을지도 의심스러웠다. 졸업시의 등수는 4840명 중 1909등이었다. 그것을 가리켜 카젤느는 '중하위권'으로, 율리안은 '중상위권'으로 표현했다.
그가 군사적 능력을 처음으로 드러낸 것은 앞에서 언급한 것과 같이 사관 학교 시절 전략 전술 시뮬레이션 수업에서 학년 수석이었던 말콤 와이드본을 이겼을 때였다. 양은 보급선을 분단시키고 상대방의 전투 능력이 분열되기를 기다리는 전략으로서 "군사 로맨티시즘에 반하는 방식"을 채택했다. 전투 자체에서는 우세했던 와이드본은 자신의 패배를 인정하지 않았다. 그러나 전략 전술에서 보급은 가장 중요시해야 할 요소 중 하나이고, 거기 공격을 추가하는 것은 전략에서 '기책(奇策)'이라기보다 기본 중의 기본이다. 전사연구과에서 전략연구과로 전과를 명할 때 교장(시드니 시틀레이)의 발언에서도, 와이드본의 주장은 받아들여지지 않았고 분명히 양이 승리한 것으로 판정했다는 점을 확인할 수 있다.
처음으로 실제 상황에서 능력을 보인 것은 우주력 788년 행성 엘 파실에서 민간인을 구출해낸 일이다. 당시는 중위였으나 이 공적에 의해 소령으로 승진했다. 단, 살아있는 사람에게는 두 계급 특진(特進)이 없다는 불문율에 따라 9월 19일 10시 25분에 대위로, 같은 날 16시 30분에 소령으로 승진하는 발령을 받았다. 또한 이 공적은 동맹군의 선전에 의해 세상에 널리 알려지고, "엘 파실의 영웅"으로 불리게 되었다.
제국 측의 주인공인 라인하르트가 양의 존재와 능력을 인식하기 시작한 때는, 원작 소설에서는 아스타테 회전에서이고 애니메이션에서는 극장판 첫 번째 작품에서 다룬 제4차 티어매트 회전 때이다. 그 이후 라인하르트는 양을 예의주시하였고, 제13함대 사령관에 취임한 시점에도 그의 재주를 절대 가벼이 여기지 않을 것이라는 의미의 말을 키르히아이스에게 하였다. 이후 이러한 우려는 적중하여 직접적인 전투에서는 양에게 이기지 못하였다. 또한 아래의 장수들도 죄다 양에게 이기지 못하고 후퇴하였으며, 켐프, 파렌하이트, 슈타인메츠 등 중신들이 양과의 전투에서 전사하기도 하였다.
제국 상층부가 양의 존재를 주시하기 시작한 것은, 반쪽짜리 함대였던 제13함대가 이제르론 요새를 무혈 점령했을 때이다. 그 이전인 아스타테 회전 등에서의 공적은 상층부에서도 소문으로는 알려져 있었지만, 실제로 어떤 구체적인 대응을 하였다는 기록은 없다.
바라트 화약 이후로는, 그의 재능이 오히려 아군인 동맹 상층부에 불안 요소로 인식되어 암살 위험에서 빠져나와 하이네센을 탈출하게 된다. 또, 망명정부인 엘 파실 독립 정부로부터도 전면적인 신뢰를 얻지 못하여, 이젤론 재탈취 작전을 직접 지휘하는 일도 거부되었다. 그러나 이것은 후배이자 부하인 아텐보로에게, 후방에서 전투를 감독하는 경험을 쌓게 하는 의미도 있었으므로 전혀 본의가 아니었던 것은 아닌 듯 하다.
후세에는 '양이 동맹군의 우주 함대 사령장관이나 최고 사령관의 지위에 있었다.'고 얘기하는 경우가 흔하지만(작품 중 설정), 동맹군 기록에는 그러한 지위에 도달하지 않았고, 최종적으로는 이젤론 요새 사령관 및 주둔 함대 사령관을 겸직한 지위였다. 훗날 엘 파실 혁명정부에 합류했을 때는 '혁명 예비군최고 사령관'의 자리가 주어졌지만, 그 직함에 실질적 의미가 있었는지는 의문이다. 또 양의 이미지는 후방에서 전군을 통괄, 지휘하는 참모로 묘사되기도 하지만, 실제는 전선에서 선두지휘를 하는 경우가 대부분이다. 후방에서 지휘한 것은 이젤론 재탈취 작전이 최초이자 거의 유일한 예이며, 참모 같은 활동으로서는 상관인 뷔코크에 구국 군사 회의의 쿠데타나 「신들의 황혼(라크나로크) 작전」시의 제국군의 페잔 침공을 예견하는 의견 진언을 한 정도로 머문다. 제국군의 '라그나로크 작전' 이후로는 실질적으로 전군(全軍)을 지휘할 수 있는 권한이 주어졌지만, 그 때는 이미 동맹군의 과반 이상이 없어져 후방에서 지휘할 정도의 함정도 없었고, 양을 대신할 유능한 전선 사령관도 없었기 때문에 양은 최전선에서 싸우지 않을 수 없었다. '우란프와 보로딘이 살아 있었으면 수월할텐데….'라고 하며 그들의 전사(戰死)를 아쉬워 했다. 또한 뮬러와 이야기를 주고 받을 때, 양은 뮬러가 동맹에서 태어났다면 자신은 낮잠이나 자고 있었을 것이라며 투덜대기도 하였다. 그러므로 양이 전장에서 지휘한 함정은 가장 많을 경우에도 3만척에 이르지 않았다. 수(數)만을 놓고 본다면 라인하르트나 키르히아이스는커녕, 로이엔탈이나 미터마이어보다도 적다. 라인하르트 진영에서는 양에게 몇 개 함대를 주어야 가장 잘 지휘할 수 있을지를 가지고 이야기를 나누는 모습도 보였다. 물론 양이 여러 함대를 지휘할 기회가 없었던 것은, 라인하르트가 정략적 또는 전략적으로 선수(先手)를 치고 있었기 때문이기도 하다.
라인하르트 폰 로엔그람의 '연승(聯勝)'에 대비하여, 양은 '불패(不敗)'라고 평가된다. 아스타테 회전처럼 패배가 확정되고 난 후 패잔병 처리를 하는 경우가 아니라, 처음부터 그가 지휘한 전투에 대해서는, 버밀리온성역 회전을 제외하고는 한번도 진 적이 없고, 버밀리온성역 회전에서도 전술적으로는 라인하르트와 뮬러를 압도하였다. 동맹 정부의 전투를 중지하라는 명령을 받아들여 정전(停戰)하기는 했지만 그때까지 전장(戰場)에서는 이기고 있었다. 다만, 양 자신은 전술보다 전략을 중시하는 입장이기 때문에, 자신이 패배했다고 인식하고 있었다. 최종적으로는 불패인 채로 생애를 마감했다.

## 인품
본래는 역사 연구가를 지망하였고, 권력자, 전쟁, 군에 대한 혐오감과 군인으로서의 자신의 존재에 회의감을 계속 지니고 있어 '모순된 사람'이라고 평가되기도 한다. 하지만, '자유 민주 공화제'를 향한 그의 신념은 변함이 없으며, 후세에 맹아(萌芽)를 남긴다.
안정된 인품과 포용력의 소유자이지만, 게으른 모습을 보이기도 한다. 또한 싫은 사람에 대해서는 극단적으로 고집스러운 면이 있어 '온화한 표정으로 신랄한 대사를 토한다.'라고도 평가된다. 특히 권력자에게는 용서가 없다. 또, 군사적 권력을 남용하여 약자를 괴롭히는 사람에게는 사정을 봐주지 않았고, 군인이 민간인에게 위해를 가하거나 상관이 부하에게 사적인 제재를 가하는 행위를 진심으로 증오하였다. 군대를 혐오하면서도 훌륭한 인물에는 적과 아군을 불문하고 존경을 표하기도 하였다. 적장에게 예의를 갖추며, 라인하르트와 그 아래의 제독들에게도 칭찬을 아끼지 않았다.
부하를 깊게 신뢰하는 인물이며, 부하로부터의 덕망도 두터웠다. 카젤느, 쉔코프, 포플런 등 양 함대의 독설가들은 양에 대해 자기 좋을대로 얘기하곤 하였는데, 그 모습에 대해 율리안은 '이런 배반자들을 거느리고 잘도 이기고 있다.'라는 평가를 하기도 했지만, 그것은 덕망과 포용력이 뒷받침되었기 때문에 가능하였던 것이다. 또한, 제국측의 제독들이 경의를 표하기도 하고, 때에 따라서는 존경에 가까운 발언을 말하는 사람도 있었다.
동시에 켐프의 논평 등에서, 그 괴짜다운 면모와 너그러운 성격은 제국 측에도 널리 알려졌다고 생각된다. 특히 힐더는 양이 동맹으로부터의 지시에 따라 정전(停戰)하게 될 것을 예측하고, 양이 하이네센에서 탈출한 후 세력을 분석하는 모습 등으로 미루어 보아 양의 인품을 가장 정확하게 파악하고 있었다고 생각된다. 반면, 당시의 동맹 정부(특히 트류니히트파)는 정권에 복종하는 마음이 부족하다고 평가하며 양을 위험 분자로 취급하였다. 또한 양은 비(非)트류니히트파의 대표격인 레벨로에게까지 소외당하여 결국 동맹에서 탈출하게 된다.
무슨 일이 생길 때마다 퇴역 후의 연금을 염두에 둔 발언을 하곤 한다. 작가인 다나카 요시키는 그런 행동을 가리키며 '문제아'라고 부르고 있었다. 다만 그는 연금으로 얻을 수 있는 금전(金錢)에 집착하는 것이 아니었다. 군인이라는 직업에서 해방되기를 간절히 바라고 있던 점, 역사가로서 유유자적하는 삶에 강한 동경을 가지고 있던 점 등으로 미루어 보아, 노동을 하지 않고도 수입을 얻을 수 있는 연금이라는 '제도'에 집착하고 있었던 것 같다. 작품 중에는 '양의 입장과 식견으로 미루어 보아, 만약 양이 이해타산을 최우선으로 하였다면 틀림없이 라인하르트의 부하가 되었을 것이다.'라는 등의 내용이 있으며, 금전이나 명예, 지위에 대한 집착하는 모습은 전혀 나타나지 않는다. 오히려 금전이나 명예, 지위를 얻기 위한 '근면(勤勉)'을 기피하는 모습이 나온다. 작가가 말하는 '문제아'라는 것은 그러한 측면에서의 '게으름'을 가리키고 있다고 생각된다.
애초에 가족은 피보호자인 율리안과 고양이뿐이었는데, 훗날 부관인 프레데리카 그린힐과 결혼한다. 고양이는 애니메이션판에만 등장하며 '원수(元帥)'라는 이름도 설정되어 있다. 소설판에서는 고양이를 기르지 않고, 오히려 애완동물이라는 것을 기피하는 발언마저 하고 있다. 프레데리카가 부관으로 부임해온 이후, 일찍부터 그녀에 대해 호의를 가지고 있던 것 같지만, 군인으로서 적군과 아군을 통틀어 많은 사람들을 죽게 하고 있는 자신이 행복한 가정을 꾸린다는 것에 대한 위화감과 두 사람의 연령 차이 때문에, 그 마음을 전하는 것을 망설이고 있었다. 버밀리온 회전을 앞두고 생각을 털어 놓았고, 그때 프레데리카로부터 자신의 부모님도 연령 차이가 있었다는 사실을 전해 듣기도 한다.
학창시절에는 제시카 에드워즈에 대해서 호의를 품고 있는 모습을 볼 수 있다. 사관학교 졸업 후(외전 4권)에서는 러프와 제시카가 연인 사이가 된 모습으로 나오며, 제시카가 양에 대해 '나도 당신의 친구가 될 생각이야(즉 친구이지만 그 이상은 아니다).'라고 분명히 말을 하여 아무래도 양이 실연당한 듯한 모습이다. 다만 OVA판에서는 절친한 친구인 러프가 그녀에 대해 연정을 느끼고 있음을 양이 알아차리고 양보하는 형태로 물러났지만, 제시카는 오히려 양에 대해 연정을 느끼고 있었다고 생각하게 하는 연출도 많이 볼 수 있다.
굉장한 홍차 매니아로, 특히 브랜디가 들어간 홍차를 좋아한다. (술이 먹고 싶을 때에는 이따금 "홍차가 들어간 브랜디"라고 표현하기도 했다). 또 감기에 걸렸을 때 율리안이 만든 핫 펀치가 등장하는 일화에 따르면, 백포도주도 좋아하는 것으로 보인다. 이 일화에서 양은 포도주 분량을 많이 하라고 요구하는데, 이것으로 미루어 보아 일반적으로 술을 좋아하는 것으로 보인다. 시간이 지남에 따라 주류에 대한 비용이 늘어나고 있다는 일화도 있다. 반대로 커피는 싫어해서 매우 부정적인 발언을 하기도 하였다. 그러나 예외로서, 버밀리언 회전 후에 가진 라인하르트와의 회담에서는 에밀이 가져온 커피를 입을 대기도 하였다. (애니메이션 버전에서는 입으로 댈 때, 순간 찡그린 표정을 짓는 묘사가 있다.) 또한 더 이전인 엘 파실에서의 철수 작전 때에는 목에 걸린 샌드위치를 넘기기 위해 프레데리카에게 받은 커피를 단숨에 들이켰다. 따라서 전혀 마실 수 없는 것은 아니다.
3차원 체스가 취미이지만, 그 솜씨는 아래의 중간 정도이다. 작중에서, 파트리체프나 브룸하르트, 스르에는 이길 수 있지만, 카젤느나 율리안에게는 당해 낼 도리가 없는 에피소드가 등장한다. 용병가로서의 능력과는 모순되는 것 같지만, 율리안과 체스를 두는 중간에도 다른 일을 생각하고 있는 것으로 나오는 점이 양의 솜씨를 변호하고 있다.
집안일이나 일상 생활에 대해서는 지극히 서툴고 무관심하다. 율리안이 양자로서 양의 집에 오기 전까지는 말 그대로 쓰레기에 파묻혀 살고 있었다. 율리안이 양의 피보호자가 되었을 때부터 양이 결혼할 때까지 집안일은 모두 율리안이 담당하였다. 카젤느와 율리안은 그것을 보고 "생활 무능력자"라고 했다(주로 자조적 표현이다). 율리안은 양을 두고 페잔에 갔을 때, 양이 늦잠을 자지 않을까 하는 걱정을 하기도 했다. 정작 본인은 성격 때문인지 그런 것을 전혀 개의치 않는다.
다만 여기서의 "생활 무능력"이란 가사 능력이 전혀 없는 것을 가리키는 말이며, 생활 능력 중에서 중요한 요소 중의 하나인 생계유지 능력, 즉 경제력에 대한 것은 아니다. 부친의 죽음으로 무일푼이 되었을 때, 사관학교라고 하는 진로를 찾아내어 생계를 유지하여 나간 일, 율리안의 장래를 위해서 저금을 한 일, 프레데리커와 신혼 생활을 감액된 연금의 범위 내에서 계획한 일 등, 필요한 최소한의 능력은 갖추고 있다. 따라서 생활이 완전히 파탄날 만큼 심한 것은 아니다.
전장에서 지휘를 할 때에는 지휘 데스크 위에 책상다리를 하거나 책상다리에서 한쪽 무릎을 세운 자세로 앉는 등 "품행이 나쁜" 자세를 좋아한다. 제8차 이젤론 공방전에서는 한 번 자리에서 미끄러져 내린 다음에도 지휘 데스크 위에 다시 앉으며 그 자세를 철저히 고수한다. (이러한 행동은 아군 장병을 안심시키기 위해 의도적으로 하는 것이라고 볼 수도 있다.)
양은 테러에 대해 "테러는 역사를 바꿀 수는 없다."라고 말하면서 혐오감을 드러낸다. "다만 정체시킬 수는 있다."라고 하여 위협이 된다는 인식은 하고 있었다. 하지만, 결국 양은 테러로 인해 쓰러지게 되고, 후세의 역사가들은 이를 두고 역사의 풍자로 언급한다. 양의 죽음을 통해 역사가 변화하는지(양이 죽지 않고 라인하르트와의 회견이 제의되는 경우 회견을 통해 휴전을 통한 평화가 시작되었을지, 아니면 결렬되어 최종 결전에 이르게 되었을지 하는 것)은 후세 사학자 사이에서도 의견이 엇갈리고 있다. (만약 평화가 성립되었다고 하면, 실제로는 이후 율리안이 평화를 달성하였기 때문에 역사가 변하지 않았다는 것이 되며, 이는 양의 견해를 지지하는 것이 된다.)
라인하르트는, 양의 죽음을 전해들었을 때, 그것을 보고한 힐더가 보는 앞에서 자신을 추스르지 못하고 격한 감정을 드러내었다. 이러한 모습에서, 라인하르트가 양을 단순한 적장 정도로 생각하는 것이 아니라 그를 깊이 마음에 두고 있었음을 알 수 있다. 또한 인격면에서 양과 라인하르트는 몇가지 공통점을 있는데, 사생활이 검소한 것, 뻔뻔하고 기가 죽지 않는 사람(바그다슈 나 페르너 등)에 대한 관대한 것 등을 들 수 있다. 제국군 막료들은 양의 죽음을 전해듣자 '우리를 방심하게 만들기 위한 함정은 아닌가?'라고 의심하여, 양의 죽음을 쉽게 받아들이려고 하지 않을 정도였다. 또한 복수할 기회를 영원히 잃은 것에 대해 분통을 터뜨리기도 했다.
한편 동맹측에서는 양 웬리의 사후에도 그를 공화주의자의 영웅으로 떠받들고, 그의 카리스마는 율리안 등이 이끄는 이젤론 공화정부의 권위에 대한 근거로 이용되게 된다.
은하 영웅 전설이 역사 소설의 형태를 띠고 있기 때문에, '후세의 역사가'가 그에 대해 평가하는 내용이 많이 있다. 위대한 공적에 따르는 헤일로 효과에 의해 인격까지도 신격화되어 '쉬고 있을 때에도 그 머리 속에서는 책략이 가다듬어지고 있었다.'라고 하는 내용 등 분명 과대평가되는 것이 있는가 하면, 일부 역사가로부터는 '그의 소용없는 저항에 의해 라인하르트의 통일이 늦어 역사에 불필요의 혼란과 출혈을 불렀다.'라는 호된 평가를 받기도 하였다. 또, 본인이 민주주의에 대해 커다란 기대를 걸고 있으나, 자기 자신이 일인자 자리에서 민주주의를 옹호하려고는 하지 않고 어디까지나 2인자 이하의 입장을 고집하는 자세에 대하여 '각오가 불충분했다.'라고 비판하는 경우도 많다. 다만 양 본인은 그러한 종류의 비판에 대해 '반수가 아군이 되어 준다면 대단한 일이야.'라고 하는 등 개의치 않는 모습을 보인다. (양의 작전이 이미 살아 생전에 책으로 출판되면서 연구되고 있었으므로 당연히 그러한 종류의 비난도 생전부터 있던 것이라고 생각된다.)
애니메이션의 등장 인물로서의 그는, 적은 병력을 가지고도 때때로 라인하르트가 인솔하는 대군을 격파하는 등의 뛰어난 실력, 온화하고 상냥한 인품, 율리안이나 동료들에 대한 말투, 전쟁관과 역사관, 그리고 성우를 연기한 토미야마 케이의 목소리 등으로 인해, 완결 이후 수십 년 지난 지금에도 팬들 사이에서 절대인 인기를 끌고 있다. 작가 본인은 이러한 양의 인기에 대해서 '예상 밖'이라고 평하였다.

## 탑승 함선
- 전함 휘페리온(Hyperion)

양 웬리가 탑승했던 기함 2대 중 1대로 양 함대(제13함대) 최초의 기함이다. 휘페리온은 양 함대의 상징으로서 적과 아군에게 널리 알려져 있었다. 암릿쳐 회전 이후 최신예 기함급 전함 트리글래프(Triglav) 가 배치되었을 때에도 양은 그것을 기함으로 삼지 않고, 후배인 아텐보로에게 맡겨 그의 분함대 기함으로 배치하도록 한다. 양 웬리는 외형이 아름다워 그 함선을 타는 것보다 보고 있는 편이 좋다는 식으로 말하기는 하지만, 실제는 기함의 변경이 귀찮았던 것뿐인 듯하다(작품 내에서 율리안의 추측).
본래 휘페리온은 폐함 직전의 구형 함선이었던 것을 13함대 급조시에 사령관의 기함으로 배치한 것이다. 단, OVA판에서 휘페리온에 대한 설명은 매체에 따라 다르다. 제13함대 신설 시기에는 "새롭게 배치된 신형함"이라고 설명하는가 하면, "퇴역 직전의 구식함을 끌기 시작해 왔다"라고 설명되기도 해 일관성이 없다. 또, 다른 설정 자료에 따르면, 변경성역경비함 대기함을 절반규모 함대 신설에 맞추어 통신설비 등을 증강한 다음, 함대의 기함으로 배치했다고 하는 것도 있다. 전체 길이는 911미터이며, 다른 동맹 군함 대기함급 전함(예：파트로크로스는 1,159미터)에 비해 약간 작지만, 통신 능력은 다른 함대 기함급 전함과 비교해도 손색이 없다.
휘페리온이 다른 함대의 기함에 비하면 조금 작기는 하지만 양 웬리는 이 함선의 크기에 별로 신경을 쓰지 않았다. 통신기능과 정보수집 관련 기능은 일반적인 대형 기함들보다 오히려 뛰어난데 이것은 양 웬리가 정보를 중히 여겼기 때문이다. 양을 태우고 여러 전선에서 활약했으며, 하이네센 탈출 후 엘 파실 혁명군에 편입되었을 때 양은 이 함을 경애하는 메르카츠 제독에게 넘겼다. 이후 시바 성역 회전에서 비텐펠트가 이끄는 흑색창기병(슈바르츠 란첸레이터)의 공격을 받고 메르카츠 제독과 운명을 같이 했다.
- 전함 율리시즈(Ulyssis)

율리시즈의 형태는 전형적인 동맹군 표준전함과 같지만, 추진부가 함체에 비해 거대하다. 양이 준장이었을 때, 제3차 티어매트 회전에서 이 함을 통솔하여, 당시 제국군 대장이었던 라인하르트의 기함 브륀힐트를 위협하고 전멸위기에 놓인 동맹군을 무사히 후퇴시켰다. 이 함은 본래 애플턴 중장의 제8함대 소속이었는데 암릿처 전투에 참가하여 무사히 생환했으나, 그 악운과 생존력보다 "전투 중에 화장실이 부서진 비운의 함"으로 널리 알려져 있다. 하이네센 탈출 후 양 웬리의 임시 기함으로 사용된 바 있으며, 훗날 이젤론 공화국 총사령관의 기함으로 위명을 떨치게 된다.
- 순양함 레다II

제13함대에 소속된 순양함으로, 표준적인 함대형 순양함보다 높은 기동성을 가지며, 함대 구성함으로써 일반적인 전력도 갖고 있지만, 본래는 함대간이나 행성들과의 사이에서, 위험 성계나 회랑을 넘어 인물이나 특별한 물자를 고속으로 수송하기 위해 사용되었다.
제8차 이젤론 공방전(가이에스부르크 요새전)에서 증원 부대로서 이젤론으로 향할 때 처음 등장한다. 구국 군사 위원회의 쿠데타 이후, 양 웬리가 사문회에 참석하기 위해 하이네센에 갈 때 이용하였다. 바라트 평화조약 이후 양 웬리가 하이네센을 탈출할 때에도 탑승했다. 양 웬리가 황제 라인하르트와의 회견을 위해 이동할 때에도 사용되었는데, 이때 지구교도들의 습격을 받아서 결과적으로는 양이 최후를 맞는 장소가 된다.

## 모델
양 웬리에 대해서는, 삼국지의 제갈량이 모델이 된 것이 아닌가 하는 의견이 많다. 산이치서적의 '은하영웅전설연구 서론'이나 인터넷 상에서 이러한 견해를 찾아볼 수 있다. 저자인 다나카 요시키 본인은 이러한 의견에 대해 긍정도 부정도 하지 않고 있다. 다만 그는 양에게 특정 모델이 없다고 공언하였다. 그의 다른 저서인 중국 무장 열전에서는 제갈량의 능력과 관련하여 '역사상 중국을 통일한 영웅은 많이 있지만, 제갈량은 통일에 실패한 인물이다.', '능력은 사마의보다 떨어진다.'라고 하여 부정적인 편이다.
한편 그의 이후 작품 '분류(奔流, 1998년 작품)'의 주인공인 진경지(중국 남북조시대의 장수)도 천재적 전술을 구사하면서, 전투 기량은 매우 낮다는 점에서 양과 유사하다. 하지만, 다나카 요시키는 자신이 진경지라는 무장이 있다는 것을 알게 된 것 자체가 상당히 이후의 일이라고 하였기에 진경지는 양의 모델이 될 수 없다. 저자도 처음에는 진경지 인물전을 보고 양과 비슷한 점이 있어 놀랐다고 한다. 따라서 이는 우연의 일치뿐이며, 또한 앞에서 언급한 사항 외에 다른 비슷한 점은 없다.
만화판 작가인 미치하라 가쓰미는 만화판 양의 모델이 젊은 날의 다나카 요시키라고 언급한 바 있다. 한편, OVA판의 충우첸의 모델은 '젊지 않게 된 날'의 다나카 요시키이다. 또한 책의 부록에 실린 해설이나 인터뷰 등에 양의 모델은 타나카 본인이지 않냐는 질문도 있지만, 본인은 부정하고 있다. 인터뷰 기사에서 타나카는 차이점의 예로서 홍차보다 커피를 더 자주 마신다는 등을 농담처럼 얘기한 바 있다.
항간에는 동양사에 밝은 다나카 요시키가 이순신 장군을 양 웬리의 모델로 삼았다는 설도 있다.

## 성우
애니메이션에서 양의 목소리를 담당했던 성우는 세 사람이 있다.
- 토미야마 케이 (OVA 제1기 제3기 및 극장판 애니메이션 2개)
- 고우다 호즈미 (OVA 외전 '천억의 별 천억의 빛', '나선 미궁')
- 하라 야스요시 (극장판 '황금의 날개')

덧붙여 토미야마 케이가 병으로 스러진 것은 OVA 제3기에서 양의 죽음을 연기한 지 얼마 되지 않아서였다. (제3기 최종회에서 율리안에 말을 건네는 장면이 토미야마 케이가 연기한 마지막 대사였다). 토미야마의 사후에, 양의 사후를 그린 제4기(원작소설 9~10권)가 제작되어 회상 장면, 율리안의 상상 속에서 양을 부르는 장면 등 토미야마가 담당할 예정인 장면들이 있었지만 대역을 쓰지 않고 나레이션이나 율리안의 독백으로 처리하였다.
제작자 다하라 마사토시는 자신의 홈페이지에서, 토미야마가 살아있었다면 제3기 이후의 출연도 의뢰했을 것이며, 음향 처리 등으로 토미야마의 목소리에 가까운 음성을 합성하는 방안 등을 모색한 적도 있지만 기술적인 문제 또는 토미야마에 대한 예의상의 문제 등으로 이 방법을 사용하지 않았다고 하였다.
국내성우로는 1992년에 대원동화에서 출시된 비디오에서 2011년 3월 2일에 작고한 고 백순철 씨가 맡았다.

## 기타
일본의 코미디언 우치무라 테루요시는 2007년 7월 14일 방송에서 제일 연기해 보고 싶은 캐릭터가 무엇이냐는 질문에 '아무도 모를 거라고 생각하지만, 은하영웅전설의 양 웬리이다.'라고 대답한 바 있다. 그는 일본 코미디 프로그램의 한 코너에서 '라인테르트'라는 패러디 캐릭터를 연기한 적이 있다.

## 같이 보기
- 은하 영웅 전설
- 은하 영웅 전설의 등장 인물
- 라인하르트 폰 로엔그람